# Synaphea favosa
Synaphea favosa är en tvåhjärtbladig växtart som beskrevs av Robert Brown. Synaphea favosa ingår i släktet Synaphea och familjen Proteaceae. Inga underarter finns listade i Catalogue of Life.